# Leipziger Straße 55 (Magdeburg)

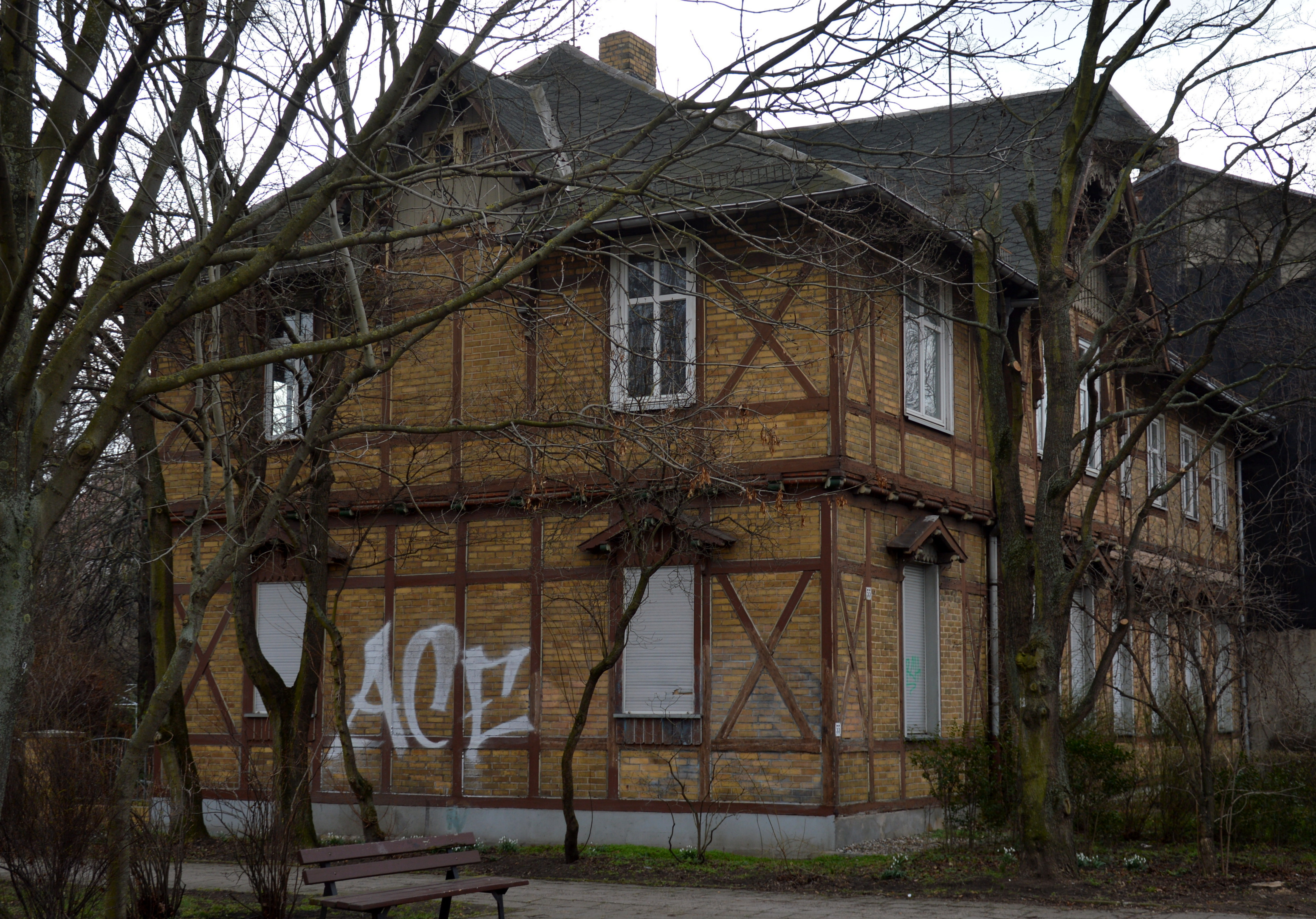
Wohnhaus Leipziger Straße 55, Blick von Norden

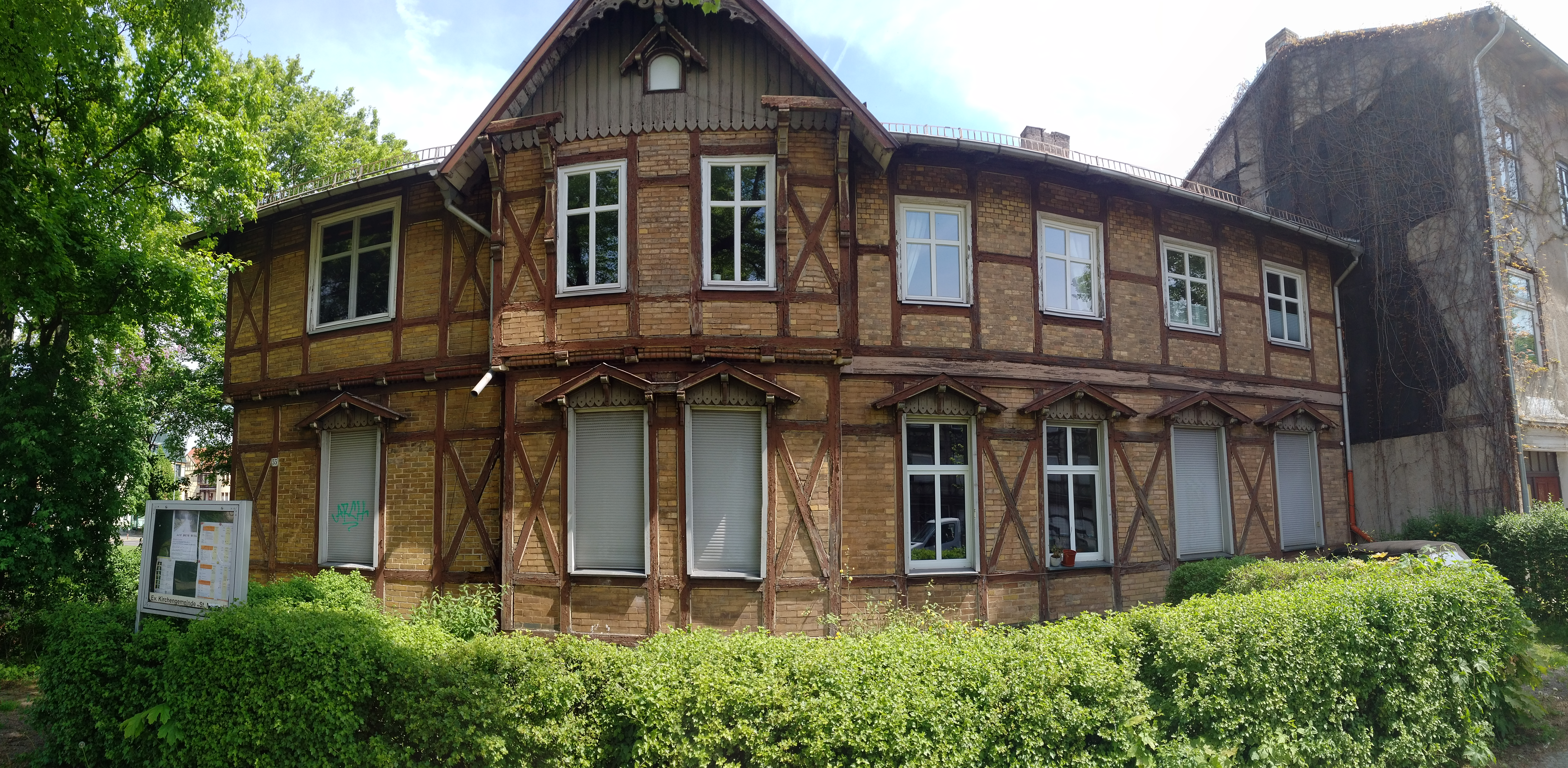
Frontalansicht der Leipziger Straße 55

Das Haus Leipziger Straße 55 ist ein denkmalgeschütztes Wohnhaus in Magdeburg in Sachsen-Anhalt.

## Lage
Es befindet sich auf der Ostseite der Leipziger Straße im Magdeburger Stadtteil Leipziger Straße. Nördlich grenzt eine Grünfläche an, die von der auf die Leipziger Straße mündenden Erich-Weinert-Straße und der östlich verlaufenden Helmholtzstraße begrenzt wird.

## Geschichte und Architektur
Das zweigeschossige Fachwerkhaus wurde im Jahr 1880 vom Zimmermeister Alb. Jul. Hitzeroth für sich selbst errichtet. Es gehört zu den sogenannten Rayonhäusern, die entsprechend spezieller Bauvorschriften im Vorfeld der Festung Magdeburg errichtet wurden und so gebaut werden mussten, dass sie im Kriegsfall schnell abbrechbar waren.
Die straßenseitige Fassade des siebenachsigen Baus verfügt über einen zweiachsigen Risalit. Der flache Risalit wird von einem verschalten Giebel bekrönt. Am Dachvorstand befinden sich Dekupierarbeiten. Ähnliche Giebel befinden sich auch auf der Rückseite des Hauses und an der nördlichen Fassade. Die rechteckigen Fenster im Erdgeschoss sind jeweils mit kleinen hölzernen Giebeln versehen. Das Obergeschoss kragt etwas über das Erdgeschoss vor. Auf der straßenabgewandten Seite befindet sich eine überdachte kleine Veranda, die mit einem wintergartenähnlichen Überbau versehen ist. Bedeckt ist das Gebäude von einem Walmdach.
Im örtlichen Denkmalverzeichnis ist das Wohnhaus unter der Erfassungsnummer  094 82743 als Baudenkmal verzeichnet.

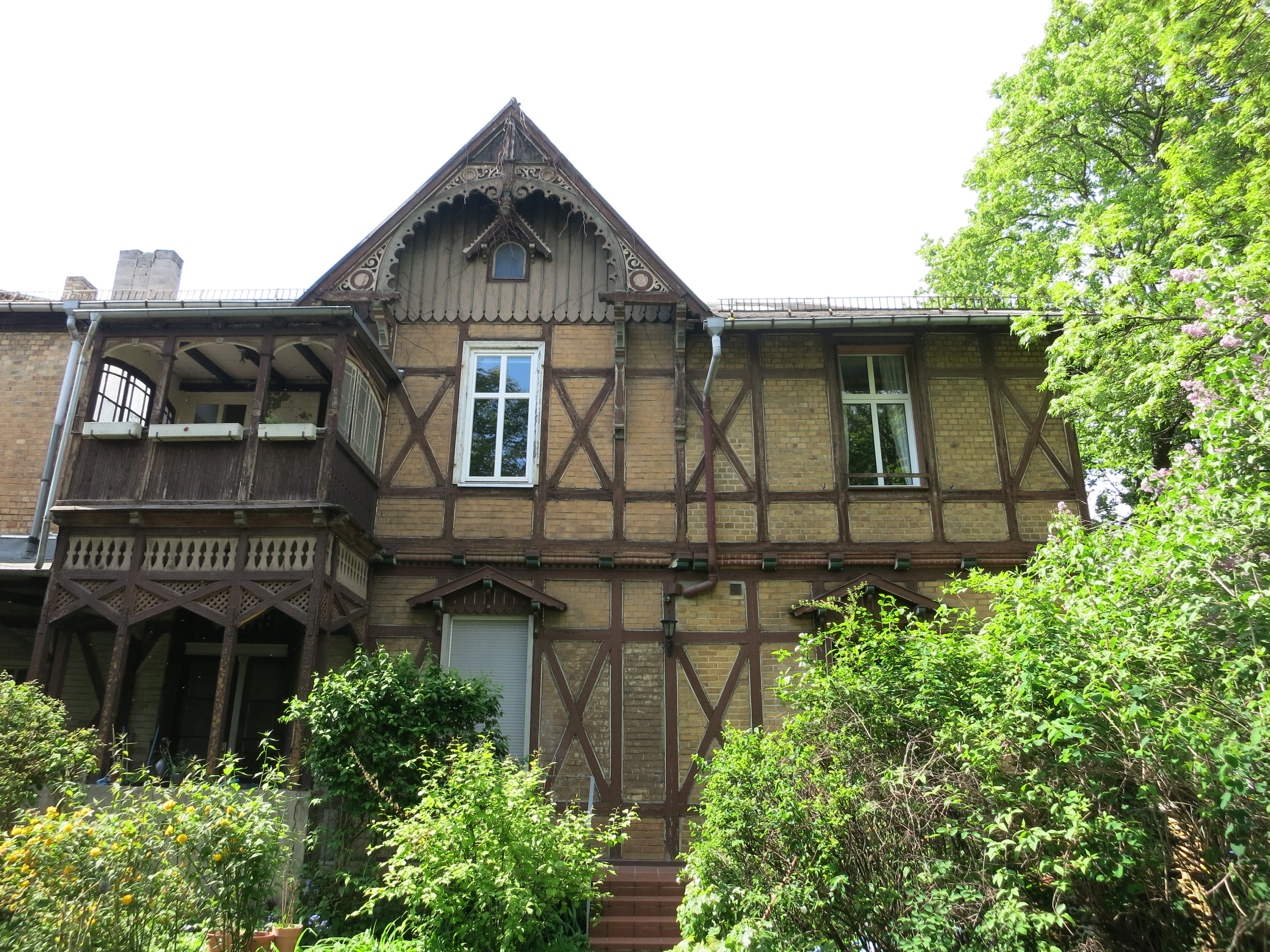
Ansicht von der Gartenseite der Leipziger Straße 55

Es gilt als städtebaulich und architektonisch bedeutsames Rayonhaus und befindet sich in einem Bereich in dem mehrere Häuser dieses Typs erhalten sind. Etwas weiter südlich befand sich das Rayonhaus Leipziger Straße 53.